# Mas d'en Berta
El Mas d'en Berta o de Can Berta, antigament Mas Tamariu, és una masia al vessant nord de la vall de la Trencada a poc més de 2 km al nord-est del nucli urbà de la població de Roses (a l'Alt Empordà) inclosa a l'Inventari del Patrimoni Arquitectònic de Catalunya. S'hi pot accedir baixant a peu per una pista de terra, des del quilòmetre 5 de la carretera de Roses a Cadaqués (GI-614) o bé agafant la pista de terra de la Trencada, des de la carretera de les Arenes.

## Arquitectura
Gran masia formada per diverses dependències i cossos adossats que conformen un conjunt complex. L'edifici principal és de planta rectangular distribuïda en tres pisos, amb teulada de doble vessant, carener paral·lel als murs més llargs i ràfec de dents de serra. Presenta un cos adossat a la part davantera, d'una sola planta i amb la coberta plana rematada per una àmplia terrassa, a manera d'eixida, a la que tenen sortida els dos portals rectangulars del primer pis del cos principal. A la planta baixa, presenta tres grans portals d'accés a l'interior, bastits amb arcs de mig punt i arcs rebaixats de pedra i maó. Aquests portals donen accés a diferents nivells de l'interior de l'edifici: el de l'habitatge i el de la zona de treball. Al segon pis hi ha tres finestrals d'obertura rectangular, bastits amb maons disposats a sardinell, amb sortida a tres balcons amb barana de ferro.
A la banda nord-est de l'edifici principal hi ha dos cossos més adossats, de tres pisos d'alçada. Les obertures presents, tant portes com finestres, són rectangulars, d'arc rebaixat i d'arc de mig punt, totes elles bastides amb maons. Exteriorment, encara es conserven parts de l'arrebossat original.
Interiorment, la planta baixa d'aquest conjunt està destinada a estables, celler i magatzems. Les estances es troben cobertes amb voltes de canó, bastides amb pedra, morter de calç i restes de l'encofrat encanyissat. Les portes que comuniquen aquests espais són d'arc rebaixat i bastides amb pedra disposada a plec de llibre. Al primer pis, la major part de les habitacions presenten voltes d'aresta de maó pla. El darrer pis presenta les cobertes enrunades.
Adossat al nord hi ha un cos de planta quadrada que es correspondria amb la casa dels masovers. A l'interior es conserven restes de l'obertura del forn, formada per quatre carreus desbastats amb restes de cremació. A continuació, en direcció oest, hi ha les restes d'un corral format per grans arcades de mig punt i d'arc rebaixat, bastides amb pedra disposada a plec de llibre. Al costat, hi ha les restes d'un edifici que conté dues grans moles de granit encastades a la base de les dues cantonades exteriors de la construcció. Per la banda sud del conjunt principal hi ha un mur de tanca perimetral que, conjuntament amb les edificacions anteriorment mencionades, delimita l'espai de pati interior del mas, tancat amb una gran porta de ferro forjat molt malmesa. A l'altre costat del camí d'accés, separat del conjunt, hi ha el paller, de planta rectangular i força enrunat pel pas del temps.
A uns 200 metres al sud del mas, dins del marge dret de la riera de la Trencada, destaca una font bastida amb rebles de pissarra. Es troba integrada dins la feixa que delimita el torrent i presenta una petita volta d'arc de mig punt cap a l'interior del marge. Dalt d'aquest marge, a 50 metres de la font, hi ha les restes d'un pou de cronologia força moderna, actualment enrunat. Al nord del mas, també dins del curs d'un altre afluent de la riera, hi ha un altre pou de planta circular amb cúpula a la part superior, bastit amb pedra i maons, exteriorment arrebossat. Presenta una portella quadrada a la davantera. Actualment s'utilitza per al rec dels camps del voltant.

## Història
El mas de can Berta, era una de les pairalies agrícoles i ramaderes més importants d'aquestes contrades, centre d'una extensa possessió territorial. La primera referència documental situa el mas en el veïnat de la Panida i era anomenat mas Tamariu, tal com consta en el cartoral de Santa Maria de Roses. Posteriorment passa a anomenar-se mas Berta. Al capbreu del 1500, l'heretat és referenciada com mas Berta de Villalonga (Arxiu Diocesà de Girona).
La seva decadència s'inicià, com en tants altres casos, amb el desastre de la fil·loxera, quan hi vivien 9 persones, segons un cens del 31 de desembre del 1887. Ha donat nom al "serrat de Can Berta", l'alta carena al nord de la vall de la Trencada en la divisòria entre els termes de Roses, el Port de la Selva i la Selva de Mar. A la mateixa vall, aigües avall de la riera, hi ha "el sorral de Can Berta", indret on l'explotació d'una gran sorrera provocà fa una dotzena d'anys la destrucció total de les ruïnes d'una interessantíssima esglesiola medieval emplaçada en un lloc on apareix ceràmica romana i posterior.
El 1945, la societat anònima mercantil constituïda i presidida per Trino de Foncoberta i Roger adquireix l'heretat. Des de l'any 1959 resta abandonada. Com anècdota cal esmentar que un dels propietaris, en néixer la seva filla, va fer precintar tota la collita d'aquell any i la va guardar fins al dia de la boda de la pubilla. La noia era filla única i era considerada una de les pubilles més riques de l'Empordà.